# Derrioides cnephaeogramma
Derrioides cnephaeogramma är en fjärilsart som beskrevs av Louis Beethoven Prout 1938. Derrioides cnephaeogramma ingår i släktet Derrioides och familjen mätare. Inga underarter finns listade i Catalogue of Life.